# Biron (Dordogne)
Pour les articles homonymes, voir Biron.
Biron est une commune française située dans le département de la Dordogne, en région Nouvelle-Aquitaine, entre le Périgord et l'Agenais.
C'est le siège de l'une des quatre anciennes baronnies du Périgord.

## Géographie

### Généralités
Dans le quart sud-est du département de la Dordogne et limitrophe du département de Lot-et-Garonne, la commune de Biron est située dans l'extrême sud-est du Bergeracois, entre les vallées du Lot et de la Dordogne.
Traversé par la route départementale (RD) 53, le petit bourg de Biron est situé, en distances orthodromiques, six kilomètres au sud-sud-ouest de Monpazier, et dix kilomètres à l'est de Villeréal, à 250 mètres de la source du Laussou.
En provenance au nord de la commune de Gaugeac, le sentier de grande randonnée GR 36 traverse le territoire communal en direction du sud sur cinq kilomètres et demi, passant dans le bourg, et continue vers la commune de Lacapelle-Biron.

### Communes limitrophes
Biron est limitrophe de six autres communes dont trois dans le département de Lot-et-Garonne. Au sud-ouest, Paulhiac est limitrophe par un quadripoint.
|                           | Gaugeac                   | Soulaures                        |
| Vergt-de-Biron            | Biron                     |                                  |
| Paulhiac (Lot-et-Garonne) | Gavaudun (Lot-et-Garonne) | Lacapelle-Biron (Lot-et-Garonne) |

### Géologie et relief

#### Géologie
Situé sur la plaque nord du Bassin aquitain et bordé à son extrémité nord-est par une frange du Massif central, le département de la Dordogne présente une grande diversité géologique. Les terrains sont disposés en profondeur en strates régulières, témoins d'une sédimentation sur cette ancienne plate-forme marine. Le département peut ainsi être découpé sur le plan géologique en quatre gradins différenciés selon leur âge géologique. Biron est située dans le quatrième gradin à partir du nord-est, un plateau formé de dépôts siliceux-gréseux et de calcaires lacustres de l'ère tertiaire.
Les couches affleurantes sur le territoire communal sont constituées de formations superficielles du Quaternaire et de roches sédimentaires datant pour certaines du Cénozoïque, et pour d'autres du Mésozoïque. La formation la plus ancienne, notée c4a(Bs), date du Santonien inférieur, composée de marnes à huîtres, calcaires crayeux en plaquettes gris à bryozoaires, puis grès carbonaté et sables jaunes (formation de Boussitran). La formation la plus récente, notée CFvp, fait partie des formations superficielles de type colluvions carbonatées de pente ou de vallon secs indifférenciés. Le descriptif de ces couches est détaillé dans  les feuilles « no 831 - Belvès » et « no 855 - Fumel » de la carte géologique au 1/50 000 de la France métropolitaine, et leurs notices associées,.

Carte géologique de Biron.

#### Relief et paysages
Le département de la Dordogne se présente comme un vaste plateau incliné du nord-est (491 m, à la forêt de Vieillecour dans le Nontronnais, à Saint-Pierre-de-Frugie) au sud-ouest (2 m à Lamothe-Montravel). L'altitude du territoire communal varie quant à elle entre 128 m et 240 m,.
Dans le cadre de la Convention européenne du paysage entrée en vigueur en France le 1er juillet 2006, renforcée par la loi du 8 août 2016 pour la reconquête de la biodiversité, de la nature et des paysages, un atlas des paysages de la Dordogne a été élaboré sous maîtrise d’ouvrage de l’État et publié en octobre 2020. Les paysages du département s'organisent en huit unités paysagères et 14 sous-unités. La commune est dans le Bergeracois, une région naturelle présentant un relief contrasté, avec les deux grandes vallées de la Dordogne et du Dropt séparées par un plateau plus ou moins vallonné, dont la pente générale s’incline doucement d’est en ouest. Ce territoire offre des paysages ouverts qui tranchent avec les paysages périgourdins. Il est composé de vignes, vergers et cultures,.
La superficie cadastrale de la commune publiée par l'Insee, qui sert de référence dans toutes les statistiques, est de 12,98 km2,,. La superficie géographique, issue de la BD Topo, composante du Référentiel à grande échelle produit par l'IGN, est quant à elle de 13,15 km2.

### Hydrographie

#### Réseau hydrographique
La commune est située dans le bassin de la Garonne au sein du Bassin Adour-Garonne. Elle est drainée par le Laussou, le ruisseau de Clairfond et le ruisseau de la Fontaine de Saint-Jean, qui constituent un réseau hydrographique de 8,5 km de longueur totale,.
Le Laussou, d'une longueur totale de 13,36 km, prend sa source dans la commune et se jette en rive droite de la Lède en Lot-et-Garonne, en limite de Laussou et Monflanquin,. Prenant sa source 200 mètres à l'est-sud-est du bourg, il arrose le territoire communal sur plus de deux kilomètres et demi, dont plus d'un kilomètre sert de limite naturelle à l'ouest, face à Vergt-de-Biron.
Son affluent de rive gauche, le ruisseau de la Fontaine de Saint-Jean prend sa source dans le sud-ouest du territoire communal qu'il baigne sur près de 500 mètres.
Autre affluent de rive droite de la Lède, le ruisseau de Clairfond traverse la commune du nord-est vers le sud sur plus de cinq kilomètres et lui sert de limite sur deux kilomètres et demi au sud-est, face à Lacapelle-Biron.

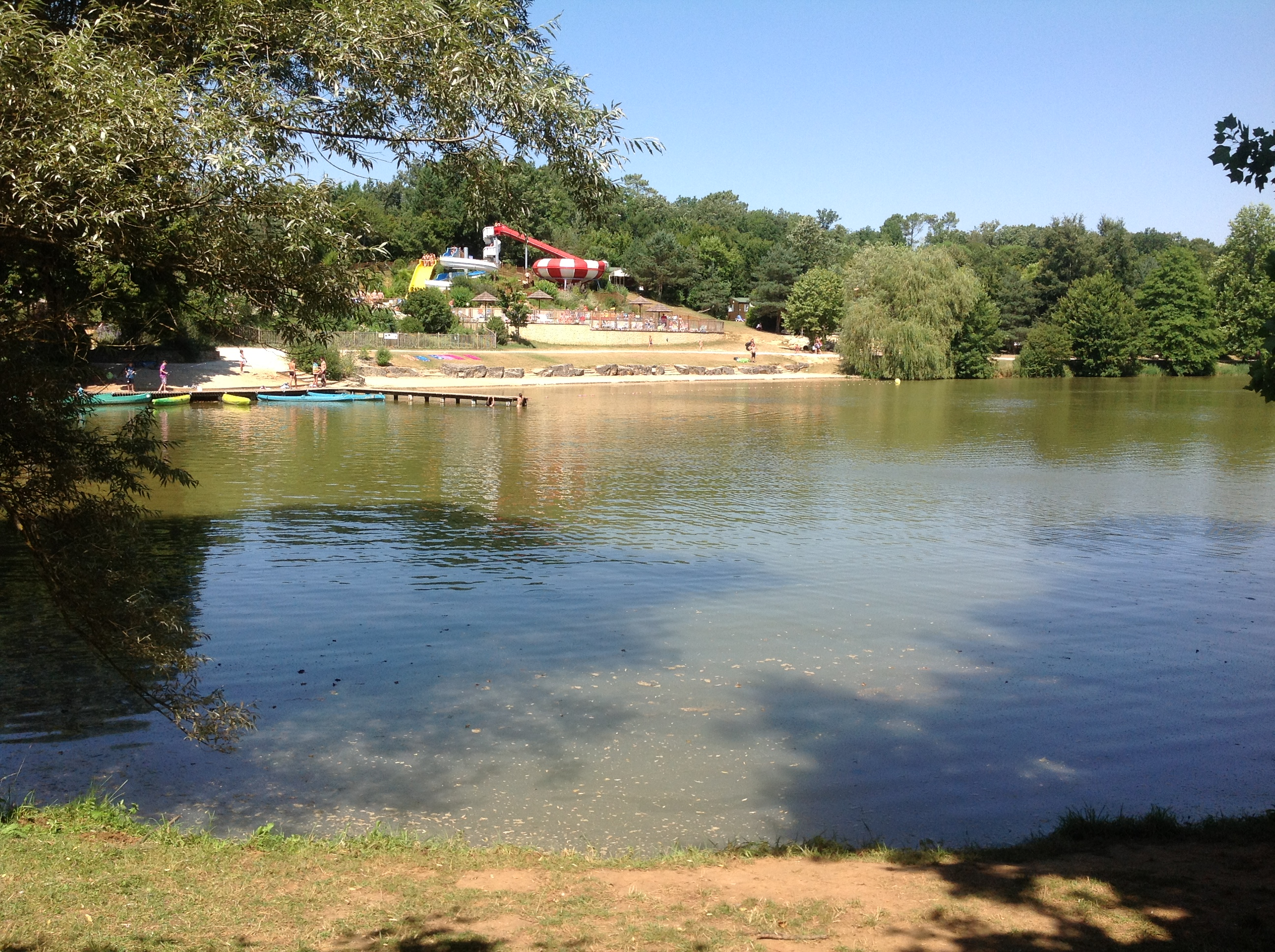
Le petit lac du Moulinal alimenté par le ruisseau de Clairfond.
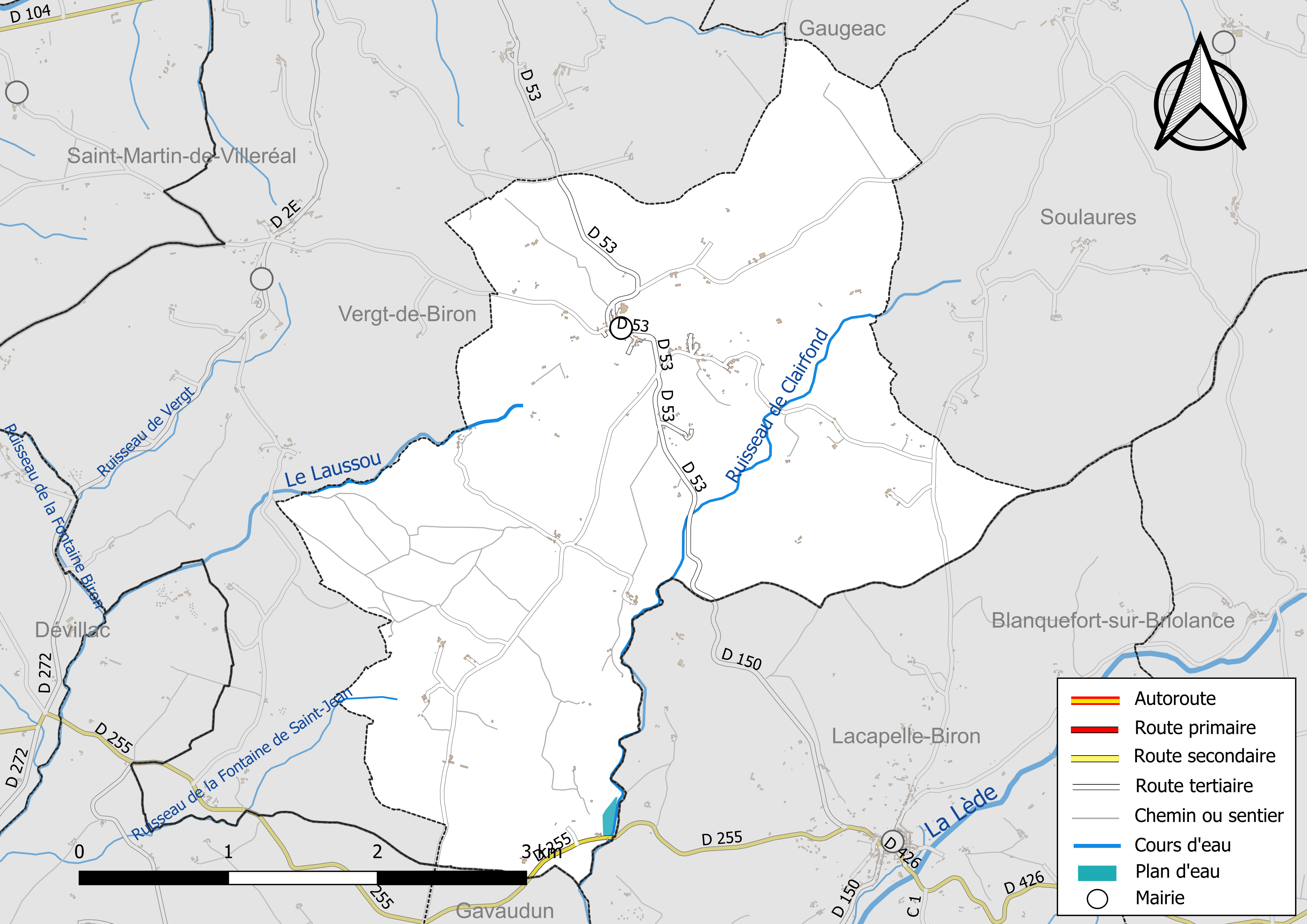
Réseaux hydrographique et routier de Biron.
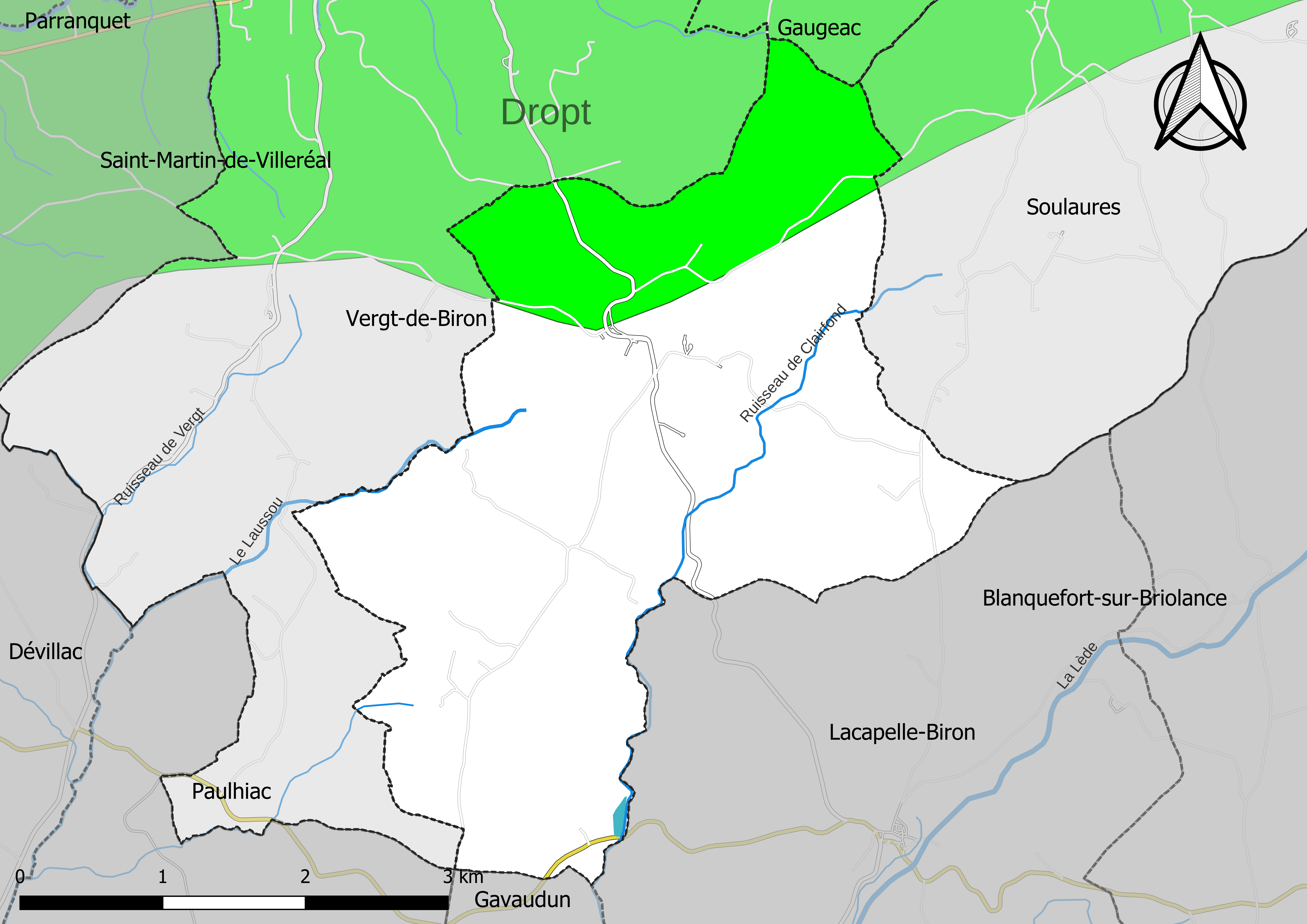
Carte des schémas d'aménagement et de gestion des eaux (SAGE) couvrant le territoire communal de Biron.

#### Gestion et qualité des eaux
Le territoire communal est couvert par le schéma d'aménagement et de gestion des eaux (SAGE) « Dropt ». Ce document de planification, dont le territoire correspond au bassin versant du Dropt, d'une superficie de 1 522 km2, a été approuvé le 13 janvier 2022. La structure porteuse de l'élaboration et de la mise en œuvre est le syndicat mixte EPIDROPT. Il définit sur son territoire les objectifs généraux d’utilisation, de mise en valeur et de protection quantitative et qualitative des ressources en eau superficielle et souterraine, en respect des objectifs de qualité définis dans le troisième SDAGE  du Bassin Adour-Garonne qui couvre la période 2022-2027, approuvé le 10 mars 2022.
Au nord, environ 20 % du territoire communal, en limite de Vergt-de-Biron, Gaugeac et Soulaures, dépend du SAGE Dropt. En 2022, le reste de la commune n'est rattaché à aucun SAGE.
La qualité des eaux de baignade et des cours d’eau peut être consultée sur un site dédié géré par les agences de l’eau et l’Agence française pour la biodiversité.

### Climat
Pour des articles plus généraux, voir Climat de la Nouvelle-Aquitaine et Climat de la Dordogne.
Historiquement, la commune est exposée à un climat océanique aquitain.  
En 2020, Météo-France publie une typologie des climats de la France métropolitaine dans laquelle la commune est exposée à un climat océanique altéré et est dans la région climatique  Aquitaine, Gascogne, caractérisée par une pluviométrie abondante au printemps, modérée en automne, un faible ensoleillement au printemps, un été chaud (19,5 °C), des vents faibles, des brouillards fréquents en automne et en hiver et des orages fréquents en été (15 à 20 jours).
Pour la période 1971-2000, la température annuelle moyenne est de 12,9 °C, avec  une amplitude thermique annuelle de 15 °C. Le cumul annuel moyen de précipitations est de 889 mm, avec 11 jours de précipitations en janvier et 7 jours en juillet. Pour la période 1991-2020, la température moyenne annuelle observée sur la station météorologique la plus proche, située sur la commune de Pays de Belvès à 19 km à vol d'oiseau, est de 13,0 °C et le cumul annuel moyen de précipitations est de 888,2 mm,. Pour l'avenir, les paramètres climatiques de la commune estimés pour 2050 selon différents scénarios d’émission de gaz à effet de serre sont consultables sur un site dédié publié par Météo-France en novembre 2022.

## Urbanisme

### Typologie
Au 1er janvier 2024, Biron est catégorisée commune rurale à habitat dispersé, selon la nouvelle grille communale de densité à 7 niveaux définie par l'Insee en 2022.
Elle est située hors unité urbaine et hors attraction des villes,.

### Occupation des sols
L'occupation des sols de la commune, telle qu'elle ressort de la base de données européenne d’occupation biophysique des sols Corine Land Cover (CLC), est marquée par l'importance des forêts et milieux semi-naturels (60,9 % en 2018), une proportion sensiblement équivalente à celle de 1990 (60,4 %). La répartition détaillée en 2018 est la suivante : 
forêts (60,9 %), prairies (24,3 %), zones agricoles hétérogènes (10,5 %), terres arables (4,3 %). L'évolution de l’occupation des sols de la commune et de ses infrastructures peut être observée sur les différentes représentations cartographiques du territoire : la carte de Cassini (XVIIIe siècle), la carte d'état-major (1820-1866) et les cartes ou photos aériennes de l'IGN pour la période actuelle (1950 à aujourd'hui).

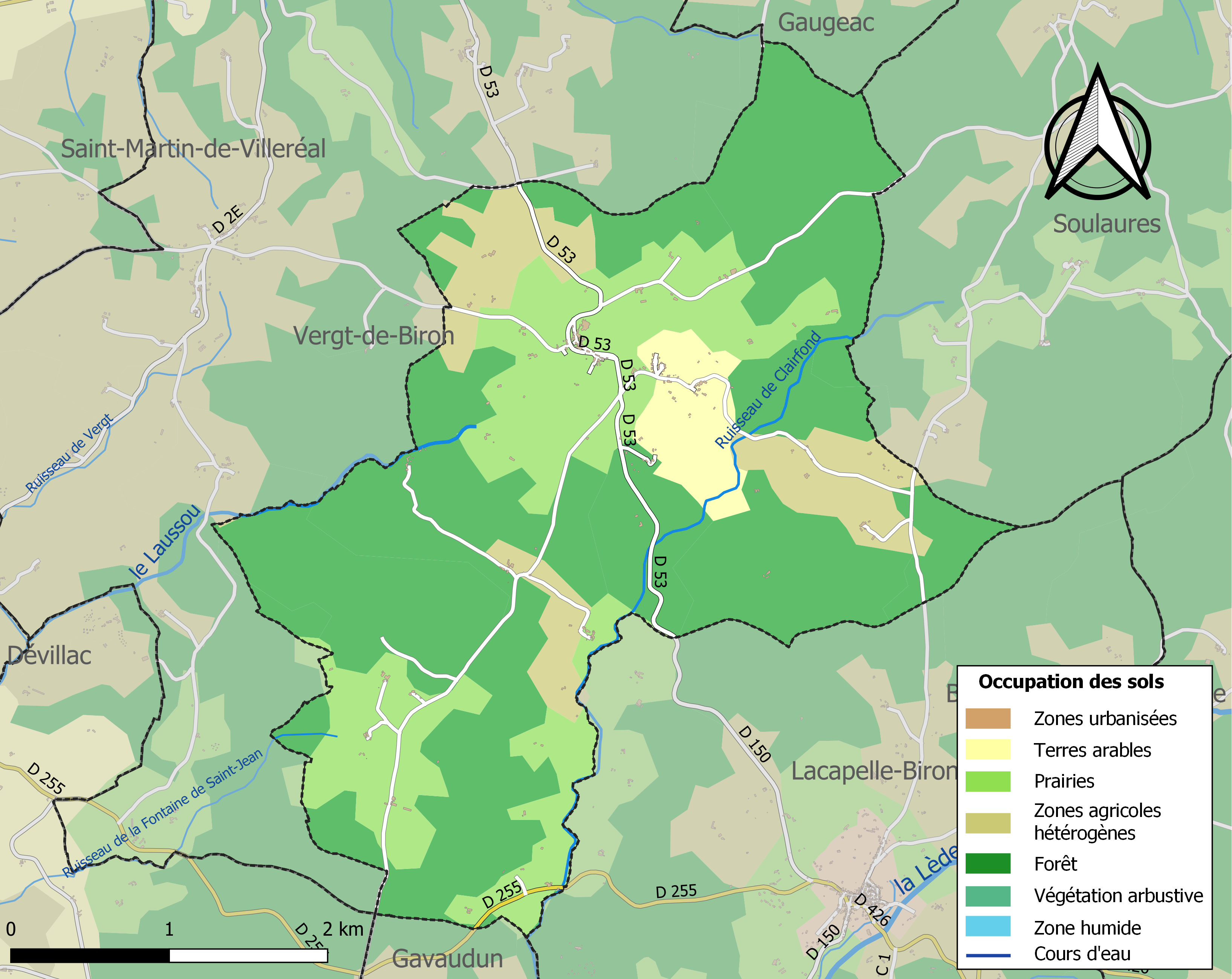
Carte des infrastructures et de l'occupation des sols de la commune en 2018 (CLC).

### Villages, hameaux et lieux-dits
Outre le bourg de Biron proprement dit, le territoire se compose d'autres villages ou hameaux, ainsi que de lieux-dits :
- les Araires
- Badieux
- Baliste
- Ballande
- les Barouillettes
- le Bec
- Bel-Air
- Besse
- Bois Grand
- Bois Haut
- Bois de la Roque
- Bois de Tandy
- Bois de Vinssou
- le Bout de la Forêt
- le Bout du Parc
- Coucaud
- les Écuries Basses
- les Fargues
- la Forêt
- le Fournet
- la Garenne
- la Grange
- la Jasse
- Maison Neuve
- Malcirmain
- les Marios
- la Mondine
- le Moulinal
- les Mounard
- les Peyres
- la Plante
- Rand
- Raste
- Saint-Cloud
- Testut
- le Tournier
- Tout Vent
- la Tuque
- la Vigne de Caput
- Vinssou.

### Prévention des risques
Le territoire de la commune de Biron est vulnérable à différents aléas naturels : météorologiques (tempête, orage, neige, grand froid, canicule ou sécheresse), feux de forêts, mouvements de terrains et séisme (sismicité très faible). Un site publié par le BRGM permet d'évaluer simplement et rapidement les risques d'un bien localisé soit par son adresse soit par le numéro de sa parcelle.
Biron est exposée au risque de feu de forêt. L’arrêté préfectoral du 14 mars 2013 fixe les conditions de pratique des incinérations et de brûlage dans un objectif de réduire le risque de départs d’incendie. À ce titre, des périodes sont déterminées : interdiction totale du 15 février au 15 mai et du 15 juin au 15 octobre, utilisation réglementée du 16 mai au 14 juin et du 16 octobre au 14 février. En septembre 2020, un plan inter-départemental de protection des forêts contre les incendies (PidPFCI) a été adopté pour la période 2019-2029,.

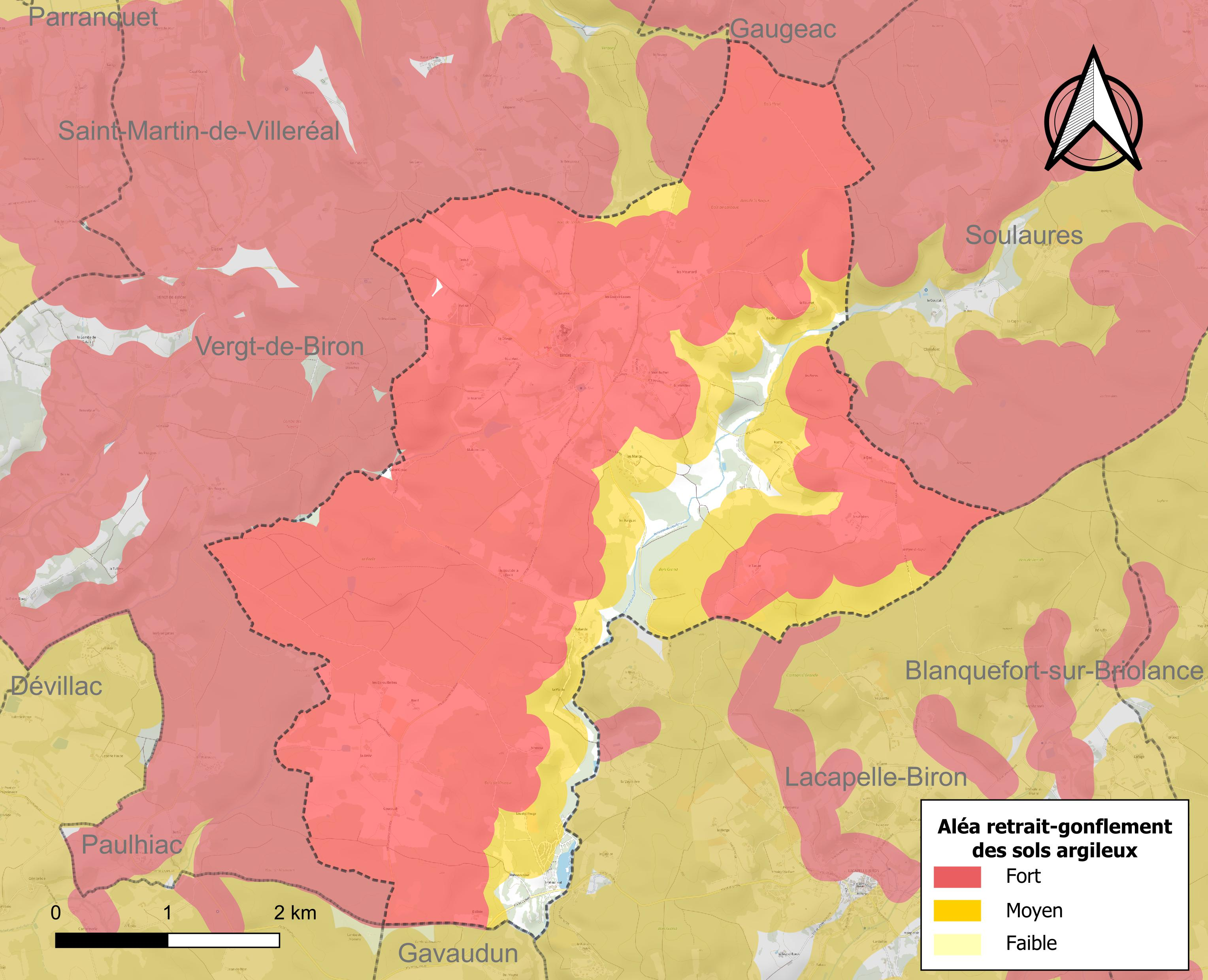
Carte des zones d'aléa retrait-gonflement des sols argileux de Biron.

Les mouvements de terrains susceptibles de se produire sur la commune sont des tassements différentiels. Le retrait-gonflement des sols argileux est susceptible d'engendrer des dommages importants aux bâtiments en cas d’alternance de périodes de sécheresse et de pluie. 94,2 % de la superficie communale est en aléa moyen ou fort (58,6 % au niveau départemental et 48,5 % au niveau national métropolitain). Depuis le 1er octobre 2020, en application de la loi ÉLAN, différentes contraintes s'imposent aux vendeurs, maîtres d'ouvrages ou constructeurs de biens situés dans une zone classée en aléa moyen ou fort,.
La commune a été reconnue en état de catastrophe naturelle au titre des dommages causés par les inondations et coulées de boue survenues en 1982 et 1999, par la sécheresse en 2011 et par des mouvements de terrain en 1999.

## Toponymie
Le nom de la localité est attesté sous les formes Birontium en 1115 dans le cartulaire de l'abbaye de Cadouin, « Biron » dès 1281, Sanctus-Michael de Bironnio en 1365, Bironium en 1432, « Byron » au XVIe siècle et Biroun au siècle suivant.
Le sens du toponyme est incertain. Il peut dériver d'un nom de personnage gaulois Birus suivi du suffixe -onem,. Il peut également être issu d'une racine pré-indo-européenne (vir-) évoquant un cours d'eau ou peut représenter un dérivé de birerloucher, surnom d'un homme qui louche.
En occitan, la commune porte le nom de Biront.

## Histoire

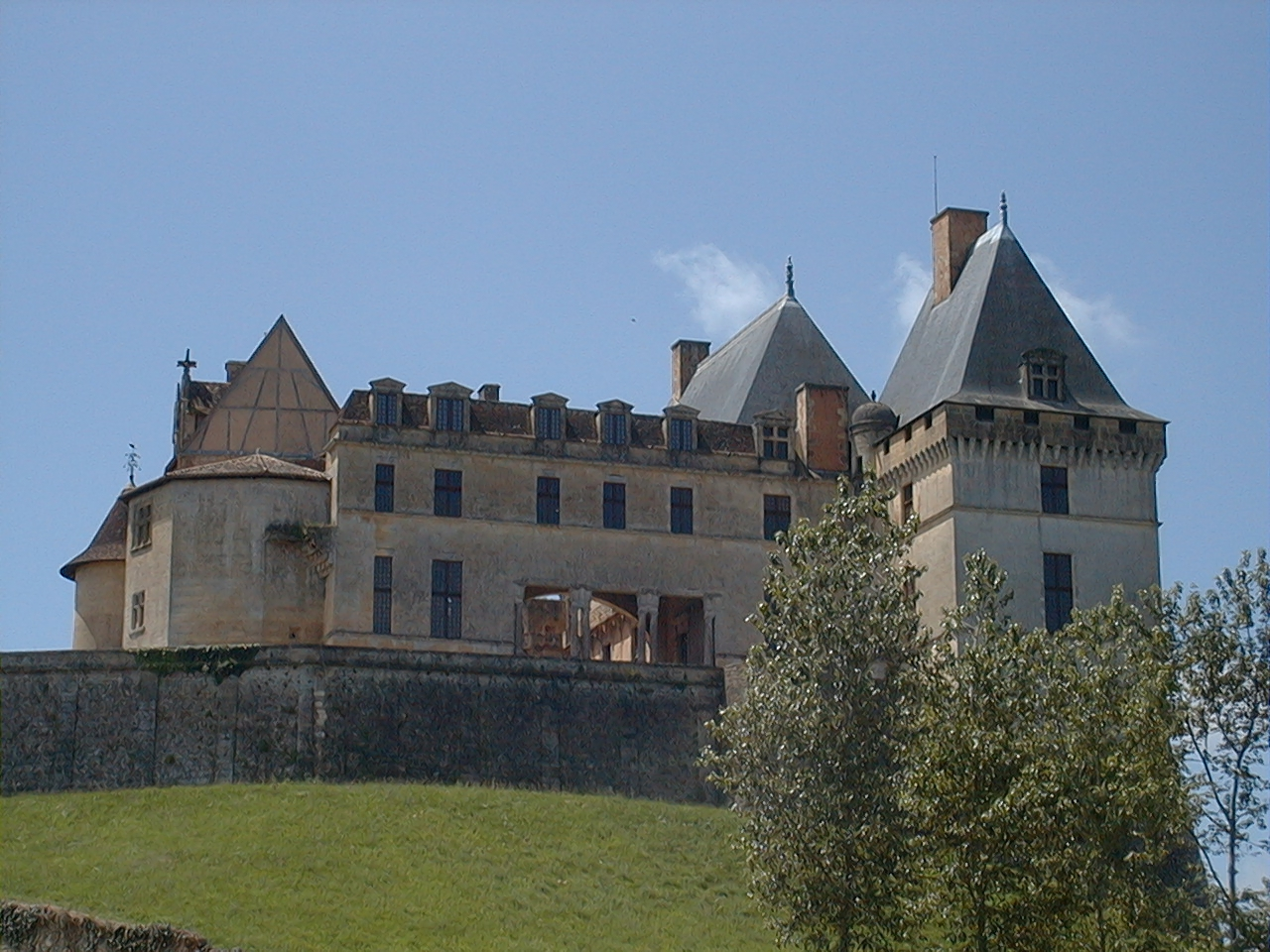
Le Château de Biron.

La commune est connue pour son château des XIIe et XVIIIe siècles, classé monument historique.
Siège de l'une des quatre baronnies du Périgord, le château occupe une position stratégique à la lisière du Périgord et de l'Agenais.
Son histoire est liée à la grandeur d'une famille, les Gontaut-Biron, qui tint le fief durant huit cents ans.
À sa création en 1790, la commune porte d'abord le nom de Notre-Dame-de-Biron puis au cours de la période révolutionnaire de la Convention nationale (1792-1795), celui de Mont-Rouge, avant de s'appeler Biron.
En 1827, le territoire de la commune de Biron s'agrandit par le rattachement des anciennes communes de Saint-Michel-de-Biron, Bertis-de-Biron, Saint-Cernin-de-Biron et Vergt-de-Biron, ces trois dernières formant en 1840 une nouvelle commune indépendante appelée Vergt-de-Biron.
En 1943-1944, un détachement des Chantiers de la jeunesse, qui fournit de la main-d'œuvre à la Société Guyenne-Pétrole, exploite sur la commune un chantier de carbonisation.

## Politique et administration

### Administration municipale
La population de la commune étant comprise entre 100 et 499 habitants au recensement de 2017, onze conseillers municipaux ont été élus en 2020,.

### Liste des maires
| Période                                  | Période  | Identité        | Étiquette | Qualité                                               |
| ---------------------------------------- | -------- | --------------- | --------- | ----------------------------------------------------- |
| Les données manquantes sont à compléter. |          |                 |           |                                                       |
|                                          |          |                 |           |                                                       |
|                                          | 1972     | Laval           |           |                                                       |
| 1972                                     | 1985     | Jean Poussou    | PS        | Transporteur laitier                                  |
| 1985                                     | 2004     | Marc Mattera    | UDF       | Conseiller général du canton de Monpazier (1988-2015) |
| 2004 (réélu en mai 2020)                 | En cours | Bruno Desmaison | SE        | Artisan                                               |

## Équipements et services publics

### Justice
Dans le domaine judiciaire, Biron relève : 
- du tribunal judiciaire, du tribunal pour enfants, du conseil de prud'hommes et du tribunal de commerce de Bergerac ;
- du pôle Nationalité du tribunal judiciaire de Périgueux (compétent uniquement dans le domaine de la nationalité) ;
- de la cour d'appel, du tribunal administratif et de la  cour administrative d'appel de Bordeaux.

## Population et société

### Démographie
Les habitants de Biron se nomment les Bironnais.
L'évolution du nombre d'habitants est connue à travers les recensements de la population effectués dans la commune depuis 1793. Pour les communes de moins de 10 000 habitants, une enquête de recensement portant sur toute la population est réalisée tous les cinq ans, les populations de référence des années intermédiaires étant quant à elles estimées par interpolation ou extrapolation. Pour la commune, le premier recensement exhaustif entrant dans le cadre du nouveau dispositif a été réalisé en 2008.

En 2022, la commune comptait 146 habitants, en évolution de −17,51 % par rapport à 2016 (Dordogne : +0,37 %, France hors Mayotte : +2,11 %).
| 1793 | 1800 | 1806 | 1821 | 1831  | 1836  | 1841 | 1846 | 1851 |
| ---- | ---- | ---- | ---- | ----- | ----- | ---- | ---- | ---- |
| 393  | 298  | 314  | 400  | 1 124 | 1 175 | 553  | 572  | 568  |

| 1856 | 1861 | 1866 | 1872 | 1876 | 1881 | 1886 | 1891 | 1896 |
| ---- | ---- | ---- | ---- | ---- | ---- | ---- | ---- | ---- |
| 534  | 555  | 501  | 507  | 504  | 470  | 402  | 377  | 338  |

| 1901 | 1906 | 1911 | 1921 | 1926 | 1931 | 1936 | 1946 | 1954 |
| ---- | ---- | ---- | ---- | ---- | ---- | ---- | ---- | ---- |
| 312  | 278  | 257  | 200  | 189  | 187  | 167  | 134  | 129  |

| 1962 | 1968 | 1975 | 1982 | 1990 | 1999 | 2006 | 2008 | 2013 |
| ---- | ---- | ---- | ---- | ---- | ---- | ---- | ---- | ---- |
| 122  | 123  | 121  | 120  | 132  | 140  | 173  | 183  | 188  |

| 2018 | 2022 | - | - | - | - | - | - | - |
| ---- | ---- | - | - | - | - | - | - | - |
| 147  | 146  | - | - | - | - | - | - | - |

La brusque et provisoire augmentation de la population aux recensements de 1831 et 1836 s'explique par la fusion avec Biron en 1827 de quatre communes : Bertis-de-Biron, Saint-Cernin-de-Biron, Saint-Michel-de-Biron et Vergt-de-Biron, et de la création en 1840 de la commune indépendante de Vergt-de-Biron dont le territoire englobe également les anciennes communes de Bertis-de-Biron et Saint-Cernin-de-Biron.

## Économie

### Emploi
En 2015, parmi la population communale comprise entre 15 et 64 ans, les actifs représentent 70 personnes, soit 36,6 % de la population municipale. Le nombre de chômeurs (quinze) a augmenté par rapport à 2010 (dix) et le taux de chômage de cette population active s'établit à 21,7 %.

### Établissements
Au 31 décembre 2015, la commune compte vingt-quatre établissements, dont treize au niveau des commerces, transports ou services, quatre dans la construction, trois relatifs au secteur administratif, à l'enseignement, à la santé ou à l'action sociale, deux dans l'agriculture, la sylviculture ou la pêche, et deux dans l'industrie.

## Culture locale et patrimoine

### Lieux et monuments
En 1991, en même temps que les communes voisines de Monpazier et Capdrot, la commune de Biron a été inscrite, à l'initiative du ministère de l'Aménagement du territoire et de l'Environnement, dans une opération « Grand site national », dans le cadre d'une politique de gestion durable du patrimoine liée au développement local, afin de préserver et de mettre en valeur son patrimoine architectural et urbain unique. En 2010, Biron ne figure plus parmi les 34 Grands sites du territoire français.
- Château de Biron, XIIe, XVe, XVIe et XVIIe siècles, à Biron, classé au titre des monuments historiques en 1928 et inscrit pour ses jardins et son parc en 1992[61], visitable.
- Église Notre-Dame-du-Bourg[62], ou église Notre-Dame-de-Bourg, église paroissiale de Biron, des XIIe et XIIIe siècles, classée au titre des monuments historiques en 1961[63]. L'église est dédiée à Notre-Dame-de-l'Assomption. Elle a été construite à la place d'une église prieurale dédiée à saint Michel qui dépendait de l'abbaye de Sarlat[64].
- Vallée de la Lède et ses moulins.
- Le Monument vivant de Biron. Le sculpteur allemand Jochen Gerz a réhabilité le monument aux morts de la commune en 1996.

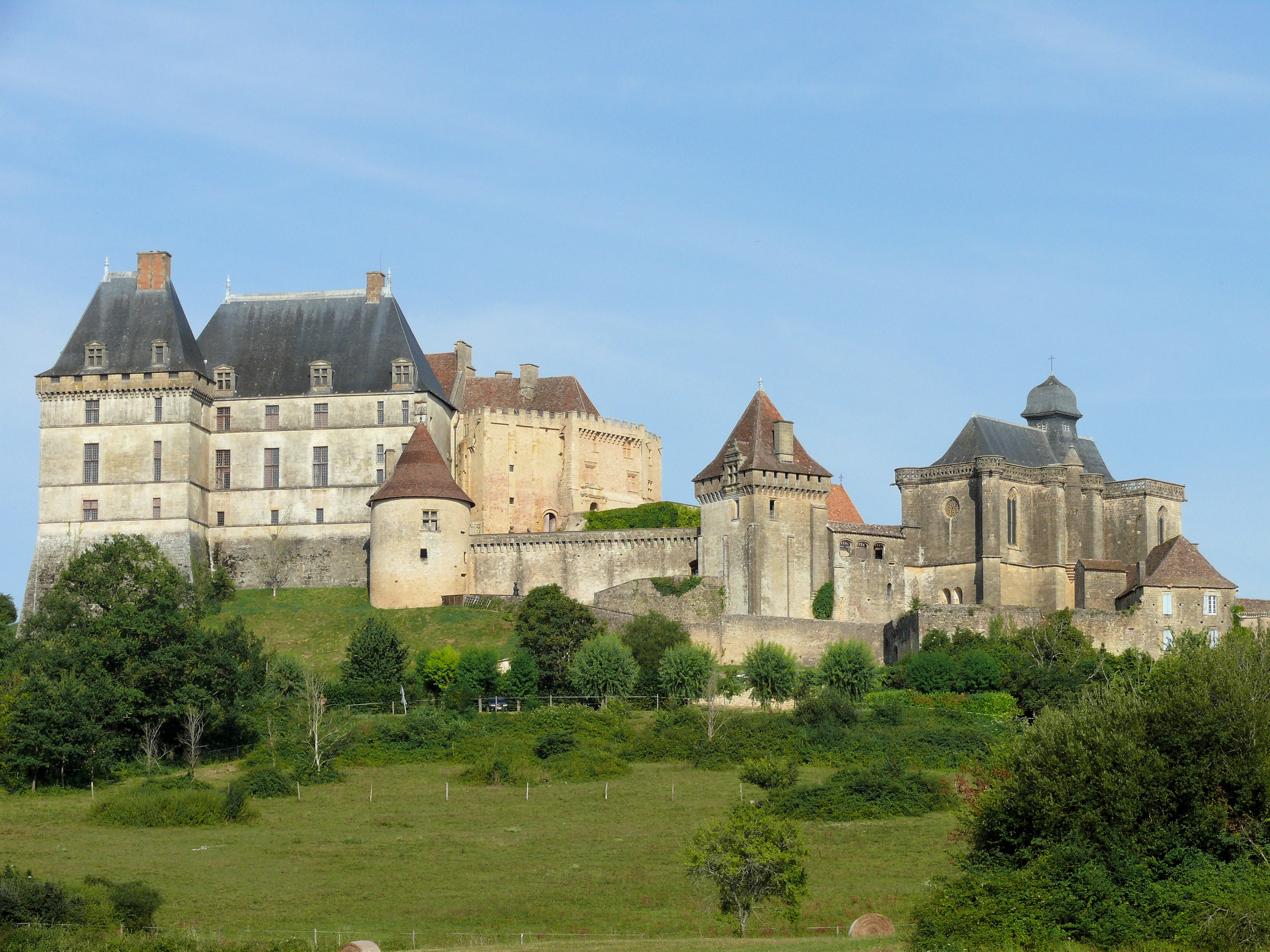
Le château de Biron.
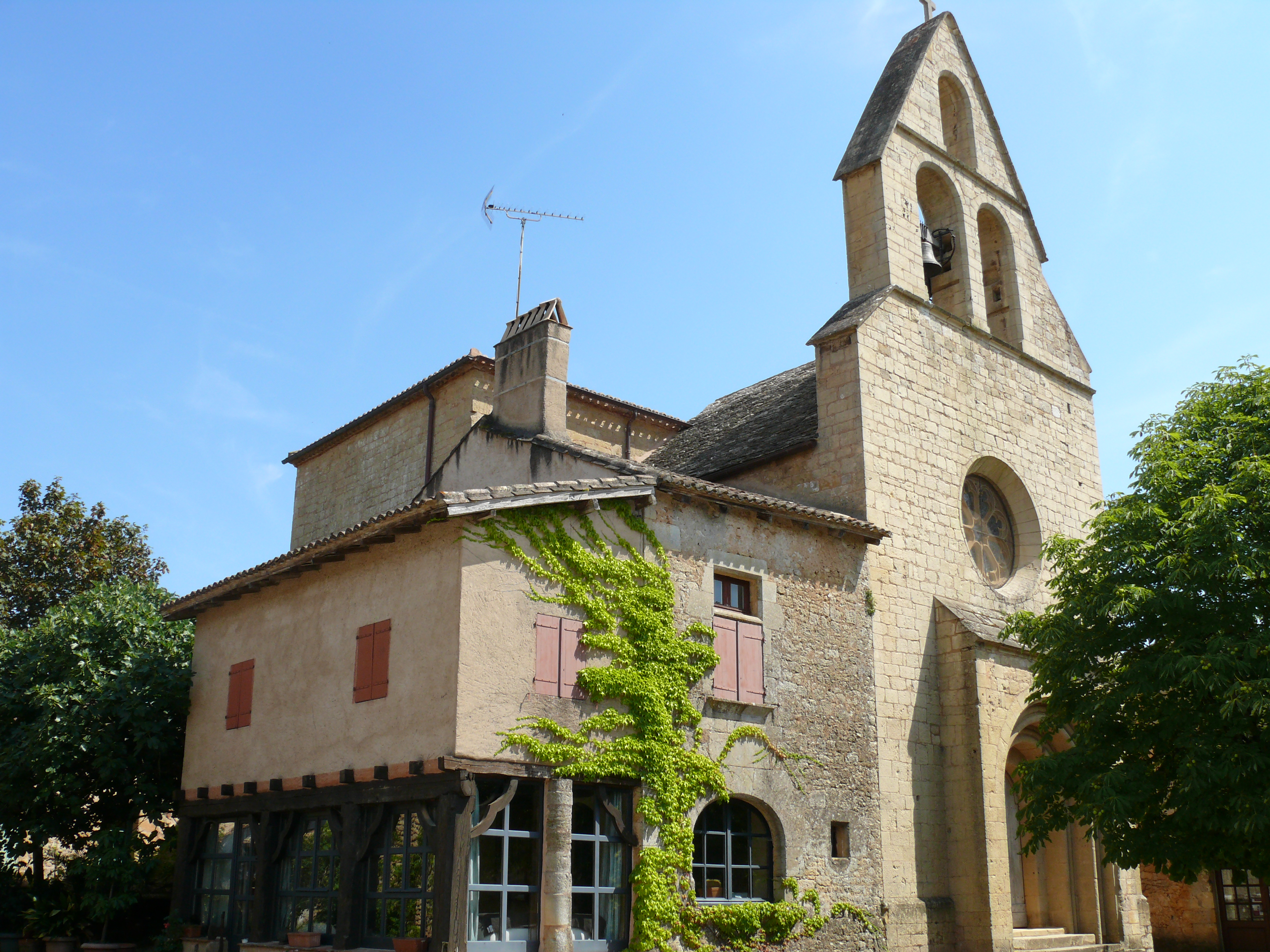
L'église Notre-Dame-du-Bourg.
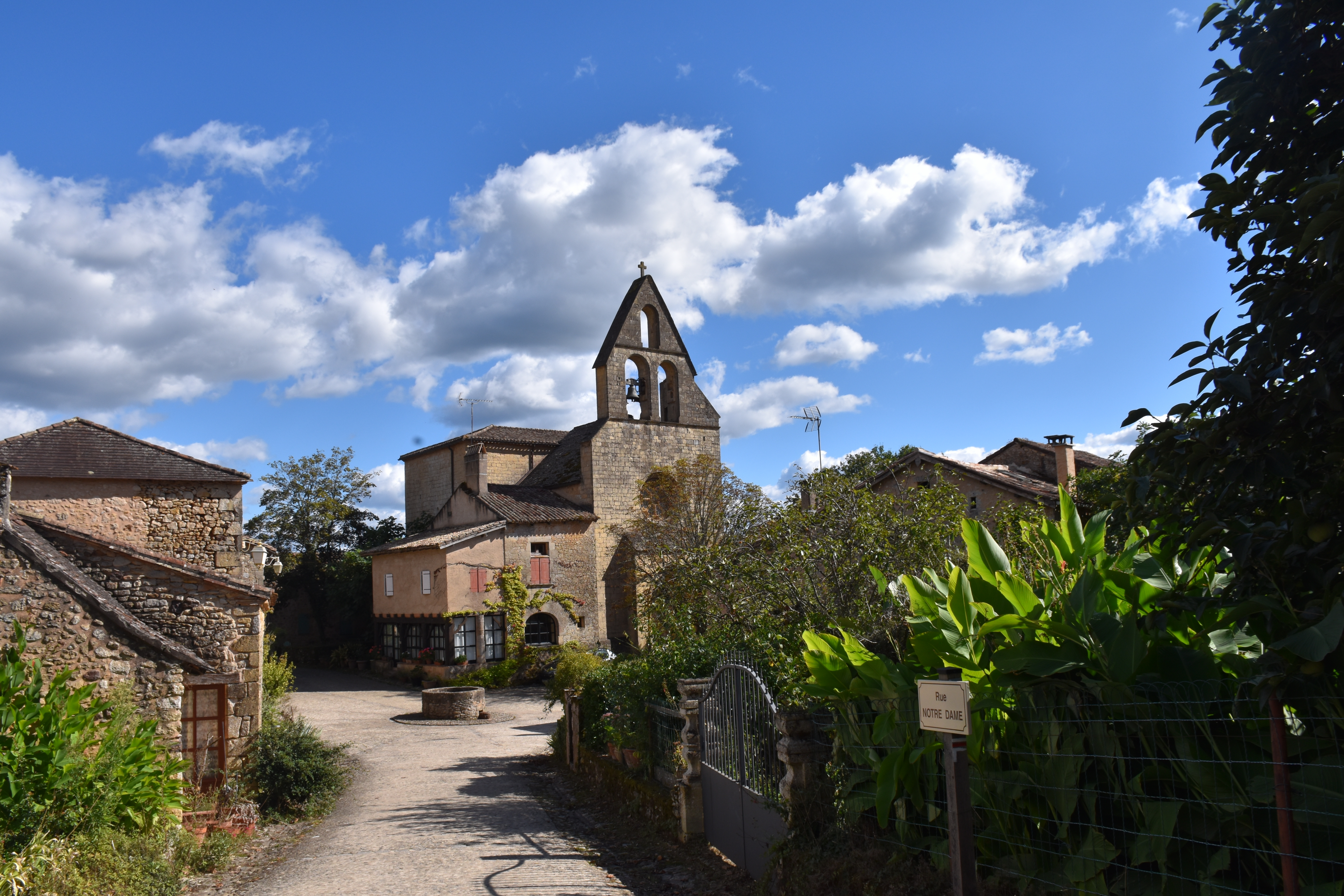
Vue du village et de l'église.
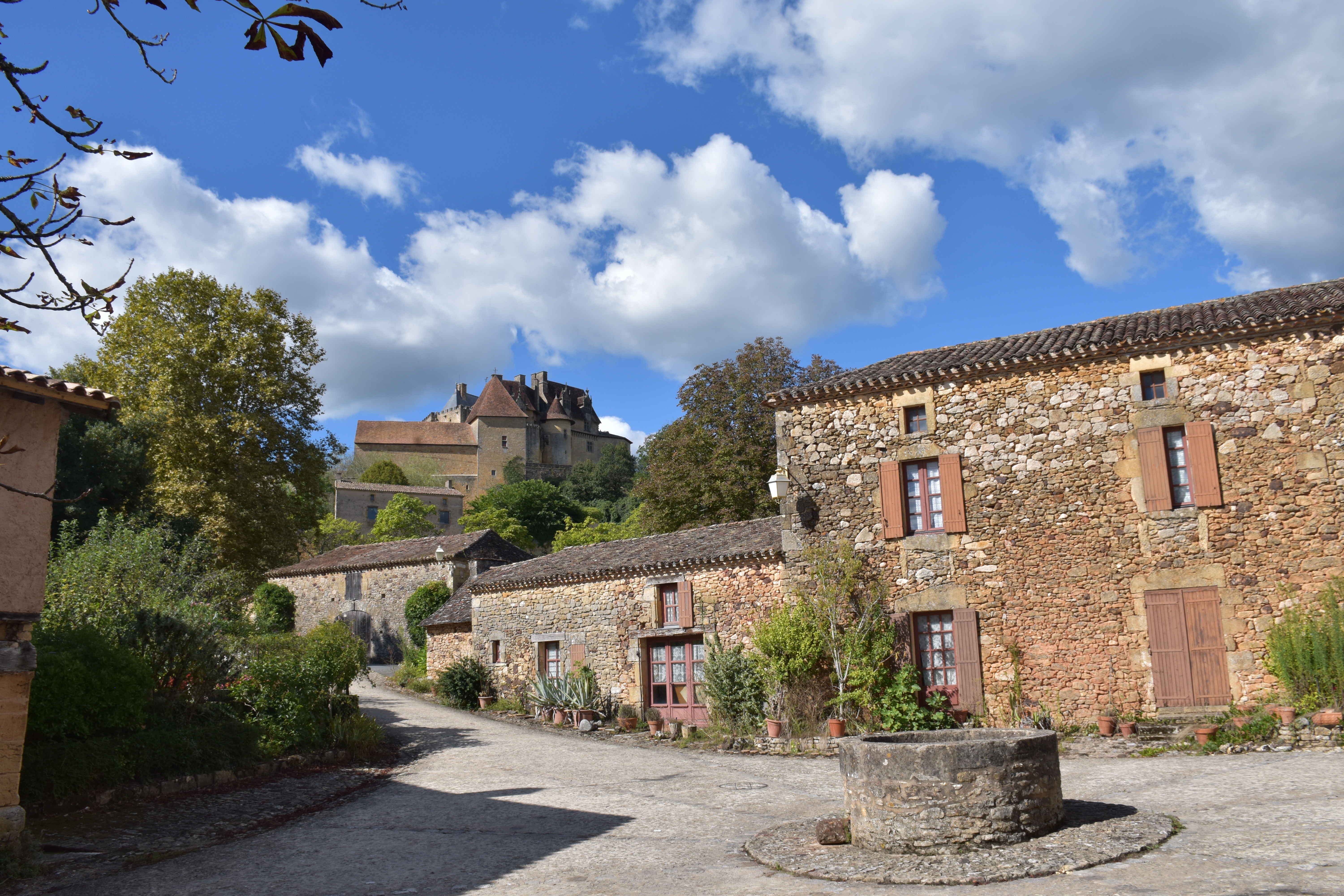
La place devant l'église.
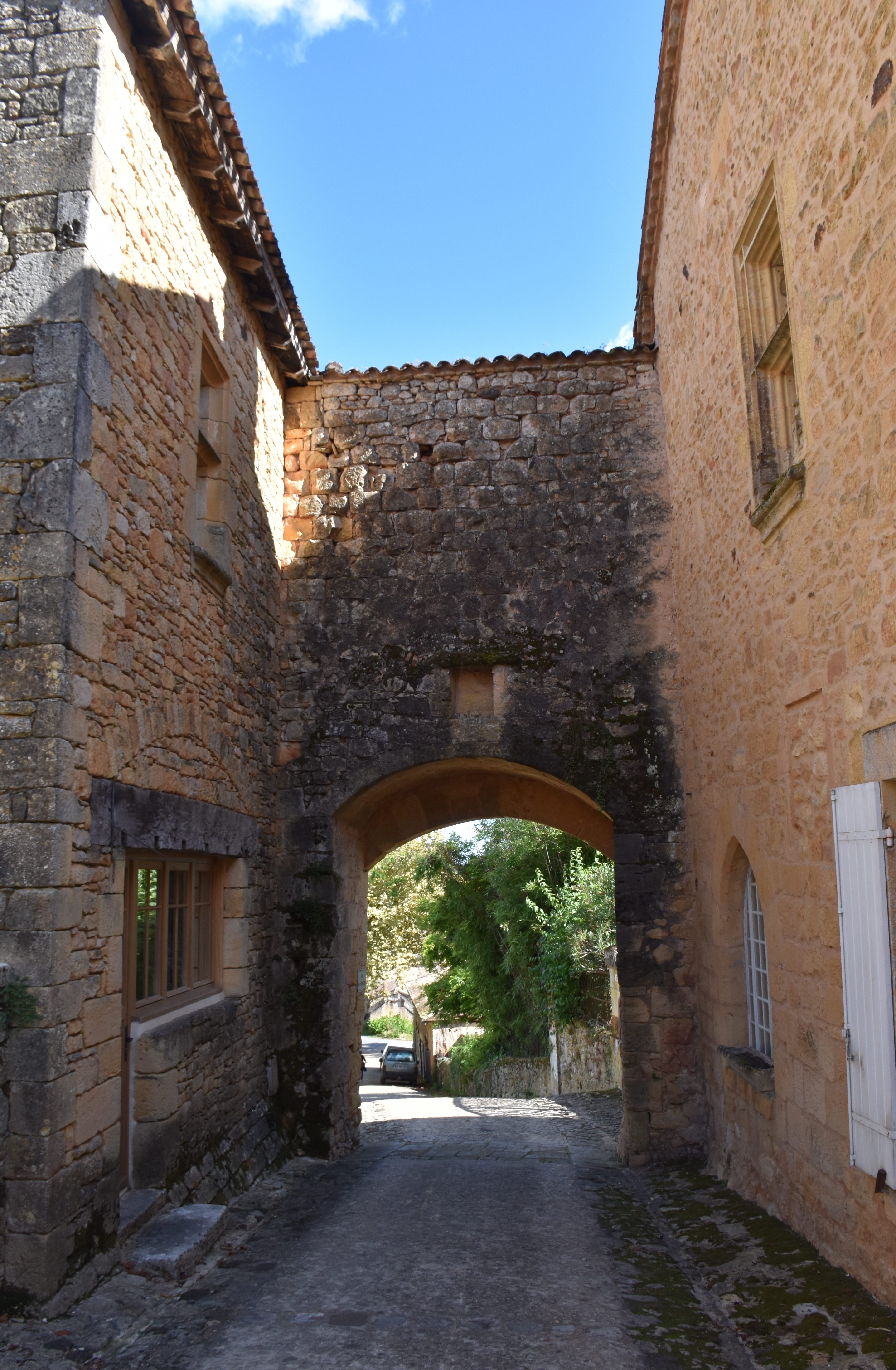
La porte de la rue du Château.

### Héraldique
| Blason de Biron | Blason  | Écartelé d'or et de gueules.                     |
| Blason de Biron | Détails | Le statut officiel du blason reste à déterminer. |

## Pour approfondir